# Щитохвостові
Щитохвостові (Uropeltidae) — родина неотруйних змій з надродини Нижчі змії. Має 8 родів та 51 вид.

## Опис
Загальна довжина представників цієї родини коливається від 20 до 70 см. Голова маленька, конусоподібна, загострена. Тулуб має циліндричну форму. Хвіст короткий, косо зрізаний, наділений 1—3 великими щитками або шипуватими лусочками. Черепні кістки міцно зрощені між собою, дрібні однорідні зуби є тільки на щелепних костях, лише у двох родів — також на піднебінних. Голова вкрита великими щитками, особливо великий й міцний міжщелепний щиток утворює загострений кінчик морди. Цей щиток витримує велике навантаження при ритті в глибині ґрунту. Очі з округлими зіницями, слабко розвинені, вкриті великим прозорим щитком. У них немає лівої легені, рудиментів тазу, задніх кінцівок. Забарвлення або яскравих кольорів — чорного, червоного, жовтого, або зовсім чорне з сильним металевим блиском.

## Спосіб життя
Полюбляють передгірні, гірські ліси. Зустрічаються на висоті до 2500 м над рівнем моря. Зариваються у вологий лісовий ґрунт на глибину до 1 м. Використовують свій хвіст для упору при ритті ходів у ґрунті. Риття підземного ходу відбувається натисненням голови (при упорі на хвіст) й наступними бічними рухами голови та шиї, які розширюють прохід. У зв'язку з таким засобом риття шийна мускулатура цих змій дуже потужна. Ховаються також під камінням й лежачими стовбурами дерев. Харчуються дощовими хробаками та іншими безхребетними.
Це яйцеживородні змії. Самиці народжують до 3—8 дитинчат.

## Розповсюдження
Мешкають на півдні та заході Індії, а також на о.Шрі-Ланка.

## Роди
- Brachyophidium
- Melanophidium
- Platyplectrurus
- Plectrurus
- Pseudotyphlops
- Rhinophis
- Teretrurus
- Щитохвіст (Uropeltis)